# Milocera
Milocera là một chi bướm đêm thuộc họ Geometridae.